# ميتسوكي (ناروتو)
ميتسوكي هي شخصية خيالية أنشأها فنان المانجا ماساشي كيشيموتو. ظهرت لأول مرة في مانجا ناروتو حيث صُوّرت كطالب يحضرُ دروسًا في إحدى المدارس التعليميّة ليصبح نينجا. من خلال أحداث فيلم بوروتو: ناروتو الفيلم أصبح ميتسوكي نينجا في فريق مع بطل القصّة بوروتو أوزوماكي وسارادا أوتشيها حيث لعب دورًا رائدًا في تكملة المانجا لأوكويو كوداشي وميكيو إيكيمتو ثمّ يظهر كيف أصبح صديقًا لبوروتو أثناء مواجهة أعداء مختلفين. تكشف لقطة واحدة لكيشيموتو أن ميتسوكي هو تجربة ابتكرها الأسطوري سانين والعدو السابق لناروتو أوروتشيمارو الذي سمح له باتخاذ طريقه في الحياة. في صنع فيلم بروتو وسلسلة الأنيمي، كان هيروكي ياماشيتا مسؤولاً عن تطوير الشخصية على الرغم من دوره الصغير في الفيلم. كان الاستقبال النقدي لميتسوكي مختلطًا، في حين تم انتقاد دوره في فيلم بروتو بسبب افتقاره إلى التطور، فقد حظي دوره في الجزء الثاني بإشادة حيثُ أضفى العمق على الشخصيّة.

## الإنشاء
صمم ماساشي كيشيموتو ميتسوكي ليقدم تلميحات عن نسبه من خلال ملامحه ذات طابع الأفعى مثل عينيه. كان لديه في الأصل كتف طويل، لكن المؤلف قرر تغيير شعره ليجعله يبدو أكثر جاذبية، مما يمنحه تسريحة شعر بيضاء قصيرة بدلاً من ذلك مع أكمام طويلة. بدلاً من جعل الزي غير رسمي، جعله كيشيموتو مناسبًا للحرب من خلال إخفاء يدي ميتسوكي في التصميم، مما يجعل من الصعب على الناس معرفة نواياه. وقد تم تجهيزه أيضًا بحقيبة أدوات نينجا، وهي أطول من الحقائب العادية.
علق مدير أنيمي بوروتو هيرويوكي ياماشيتا على دور ميتسوكي في الفيلم، قائلاً إنه كانت أكثر شخصية لطيفة. بعد قراءة قصة الشخصية، شعر ياماشيتا أن صورة ميتسوكي قد تم ترسيخها. بعد العرض الأول، كان هناك مشهد أظهر الشكل الحقيقي لميتسوكي، وذكر المخرج أن الجميع قد أثار ذلك. كانت تلك هي المرة الأولى التي يفكر فيها، «يبدو أن (ميتسوكي) قد يكون مثيرًا للاهتمام». بعد ذلك، تذكر أن كيشيموتو أثنى عليه، لكن ياماشيتا أشار إلى أنه لم يشعر بأي رضا. في صنع فيلم بوروتو، وصف دليل الشخصيات ميتسوكي بأنه «لغز يكتنفه العديد من الألغاز. فتى ذو تعبير غريب... وشعره الأبيض الطويل قليلاً مموج». بمجرد أن بدأ أنمي بوروتو: الأجيال القادمة من ناروتو، قال المخرج إنه بينما في البداية كان ميتسوكي وسارادا أوتشيها زملاء الدراسة فقط، سيكون لدى الاثنين «علاقة أكثر تطورًا من الآن فصاعدًا».
صرح الممثل الصوتي الياباني لميتسوكي، ريوشي كيجيما، أن طاقم العمل طلب منه أن يبدو بلا عاطفة. ومع ذلك، أعطاه كيجيما توصيفًا أكثر شهرة، مشيرًا إلى ديناميته مع بروتو لأن ميتسوكي يميل إلى مساعدته. في الدبلجة الإنجليزية، قام روبي دايموند بأداء صوت ميتسوكي، الذي قال إنه فخور جدًا بالتعبير عن الشخصية. كان دايموند وممثلي الصوت الإنجليزي الآخرين في بروتو ممتنين للعب الشخصيات نظرًا لحجم الامتياز.

## الظهور
ظهر ميتسوكي أول مرة في ناروتو في حلقة ناروتو: الهوكاجي السابع والربيع القرمزي (2015)، حيث كان يُدرّب الأطفال الصغار ليُصبحوا نينجا. من خلال أحداث فيلم بوروتو: ناروتو الفيلم (2015)، أصبح ميتسوكي نينجا منخفض المستوى، جينين، كفريق واحد مع بوروتو أوزوماكي وسارادا أوتشيها، وبقيادة كونوهامارو ساروتوبي. في الفيلم، يشارك الفريق في الامتحان، امتحانات تشونين، لتحسين تصنيفهم. بعد مشهد ما بعد الاعتمادات، اعترف ميتسوكي لبوروتو وسارادا بأنه ابن المجرم أوروتشيمارو، مما صدم سارادا.
تم استكشاف خلفية ميتسوكي في حلقة ناروتو جايدن: ذا Road إليمينتد باي ذا فول مون (2016)، حيث تم الكشف عن أن ميتسوكي هو إنسان اصطناعي صنعه أوروتشيمارو لاستخدامه. على الرغم من ذلك، قرر ميتسوكي التخلي عن سيده وانطلق نحو كونوها ليجد بوروتو، الذي يعتبره «شمسه». يمكن لميتسوكي أن يمد أطرافه لخلعِ مفاصله. تبدأ سلسلة المانجا بروتو: ناروتو نيكست جينريشن (2016) للمخرج يوكيو كوداشي وميكي إيكيموتو بإعادة سرد الأحداث من الفيلم، ولكن بعد ذلك رفض كل من ميتسوكي وسارادا مهمة النينجا من أجل إنقاذ بروتو من قاتل. يختفي قائد فريقهم أثناء قيامهم بمهمة سرية، ويتم إرسال بوروتو وسارادا وميتسوكي للعثور عليه من قبل رؤسائهم.
تُظهر سلسلة الرسوم المتحركة بروتو: ناروتو نيكست جينيريشن (2017) كيف دخل ميتسوكي أكاديمية النينجا وصادق بوروتو بالإضافة إلى أطفال آخرين يتدربون ليصبحوا نينجا. خلال المسلسل، يساعد ميتسوكي بوروتو في العثور على المجرم الذي يقف وراء الهجمات التي تهدف إلى تلويث شاكرات الناس. يذهب ميتسوكي في رحلة إلى كيريجاكوري حيث ينضم إلى نينجا ميست وحلفائه في محاولة لوقف تمرد بقيادة سبعة مبارزين. بعد هذا يعلن ميتسوكي أنه سيصبح نينجا لتتبع بوروتو، وشعورًا بأن لقائه معه قد غير طريقته في رؤية الحياة. أصبح ميتسوكي وأصدقاؤه نينجا بعد اجتياز الاختبار، ويشكل هو وبوروتو وسارادا «الفريق 7» الجديد تحت قيادة كونوهامارو. في الأنمي، يختفي ميتسوكي من ليف فيلاج ويذهب أصدقاؤه في مهمة لإثبات براءته من رؤسائهم. يتعلمون أن ميتسوكي يلاحق النينجا من قريةٍ ما وفيها تحصلُ مواجهات معَ أعضاء فريق ميتسوكي. يقاطع ميتسوكي المعركة ويقضي على بوروتو. ويتحالف ميتسوكي مع مجموعة من البشر المصطنعين للقيام بانقلاب على الرغم من أن ميتسوكي تم الكشف عنه لاحقًا بأنه عميل. ينضم مرة أخرى إلى فريقه عندما هُزم زعيمهم.
بصرف النظر عن المانجا والأنيمي، يظهر ميتسوكي في روايات بوروتو الخفيفة. وهو أيضًا شخصية قابلة للعب في لعبة القتال ناروتو شيبودن: عاصفة النينجا النهائي 4 (2016). يظهر أيضًا في فيديو متحرك أصلي حيث يتم إرسال فريق كونوهامارو لإيقاف لص، كما يمكن لعبه في لعبة الفيديو ناروتو تو بروتو: شينوبي سترايكر (2018).

## الاستقبال
كان الاستقبال النقدي لشخصية ميتسوكي متباينًا بناءً على ظهوره المحدود في قصة الفيلم بالإضافة إلى دوره في المسلسل المطبوع والمتحرك. صرح ثايس فالفيديا من هوبي كونسولاس أنه في حين لم يتم تنفيذ توصيف ميتسوكي بشكل صحيح في الفيلم بسبب ظهوره المحدود، فإن المشاهد الحلاقة الخاصّة به ستفاجئ الجمهور بسبب الكشف عن تراثه. أعرب كاتب فاندوم يوست كريس هومر عن اعتقاد مشابه فيما يتعلق بالاستكشاف المحدود لشخصية ميتسوكي حتى نهاية الفيلم. شعر تون زون أن ميتسوكي وسارادا قدموا تباينًا جيدًا مع بوروتو في الفيلم وأشادوا أيضًا بروبي دايموند لعمله كممثل صوتي لميتسوكي. وبالمثل، أشادت إيمي ماكنولتي من شبكة أخبار الأنمي بأداء دايموند، قائلة إنه في حين أن الصوت «هادئ، ومجمع، وفي كثير من الأحيان عاطفي، يساعد الصوت في إضفاء الكثير من الغموض على الشخصية»، وشعرت سارة نيلكين من أنيم ناو أن ميتسوكي لم يكن لديها تطور في الفيلم على الرغم من كونها مقاتلة متكررة تدعم الشخصية الرئيسية.
بمجرد استكشاف ماضي ميتسوكي في مانجا ماساشي كيشيموتو، شعر ماكنولتي بأن أصوله كانت جذابة، ولكن في الوقت نفسه لم يتم شرحها بالكامل، واعتقد أن هذا يرجع إلى الطبيعة الغامضة للشخصيّة الواحدة. وبالمثل، اعتبرت ميلينا دارجيس، كاتبة أخرى في فاندوم بوستt، أن فصل ميتسوكي هو الأفضل في المجلد الأول من مانغا بوروتو بسبب صلاته بأوروتشيمارو، وشعرت أنه كان من الممكن استخدامه في الفيلم. وجد نيك فريمان من شبكة الأنمي الإخبارية أن قصة ميتسوكي الدرامية هي واحدة من أفضل القصص في تاريخ السلسلة لأنها لم تكن إعادة صياغة لأقواس القصة السابقة. تساءلت ريبيكا سيلفرمان من نفس الموقع كيف يمكن أن تتعارض أصول ميتسوكي مع بوروتو باعتباره الموضوع الرئيسي للمسلسل بسبب المشكلات التي يواجهها كلاهما: العلاقة بين الأطفال وأولياء أمورهم.
بعد ظهور ميتسوكي لأول مرة في مسلسل أنمي بوروتو، كتب ماكنولتي أنه بينما طغى على مقدمته تركيز الحلقة على مدرسه في أكاديمية النينجا شينو أبورام، فإن دوره يتناسب مع القصة وما زالت تجده غامضًا. كما أشادت بأفعاله في الحلقة وكذلك تفاعله مع بوروتو. كان لدى سام ستيورت من آي جي إن أفكار مماثلة، حيث قال إنه، مثل سارادا، لم يتم تقديم ميتسوكي بشكل صحيح في أول ظهور له لأن الحبكة ركزت على شينو. في مراجعة لاحقة، اعتبر ماكنولتي معركة ميتسوكي وبوروتو ضد الجاني الشبح، سومير كاكي، أحد أفضل الشخصيات في أنمي بوروتو. وافق ستيوارت، قائلاً إن القتال كان جيدًا على الرغم من وجود مشكلات بسيطة في الرسوم المتحركة في أجزاء أخرى من السلسلة. شعر نيلكين أن المسلسل نجح في استكشاف المزيد من ميتسوكي، وهو أمر ضروري بالنظر إلى دوره الصغير في الفيلم. بالإضافة إلى ذلك، قارنه الكاتب بشخصية ناروتو] لأن كلاهما نادراً ما يعبر عن مشاعره أثناء مقدماتهما في المسلسل. وصف نيلكين ميتسوكي أيضًا بأنه «شخصية تنمو كشخص يقضي وقتًا مع رفاقه»، وهم المراهقون الذين يحضرون أكاديمية النينجا.